# 狮子岗乡
狮子岗乡，是中华人民共和国安徽省六安市裕安区下辖的一个乡镇级行政单位。

## 行政区划
狮子岗乡下辖以下地区：
南岳庙社区、顺河村、界牌石村、查婆店村、六二村、健康村、松林村、康家埠村、新华村和狮子岗村。